# Экономика Римской Испании

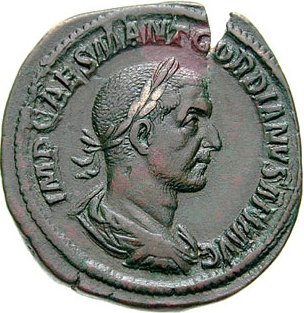
Римский сестерций с изображением императора Гордиана I (238 год н. э.)

Экономика Испа́нии (лат. Hispania), ранее Иберии (Ίβηρία) — хозяйствование на территории Иберийского (Пиренейского) полуострова в период владения им Римом. 
В результате усиленного экономического роста Иберийского (Пиренейского) полуострова после его завоевания римлянами, территория Иберии (Испании) стала одной из главных опор древнеримской экономики.

## Доримская экономика
До появления римлян в Иберии (Испании) экономика Иберийского (Пиренейского) полуострова заключалась почти исключительно в натуральном сельском хозяйстве. Не считая некоторых городов (в частности, расположенных на средиземноморском побережье, таких как Тарракон), которые торговали с греками и финикийцами, объем товарообмена был незначителен.

### Экономическая стратегия римского завоевания
В древности по всему Средиземноморью ходили финикийские легенды о бесконечных богатствах Тартесса и торговых экспедициях, которые возвращались с испанских берегов, загруженные серебром. Несомненно эти рассказы подогревали интерес крупных держав к Пиренейскому полуострову.
После поражения в Первой Пунической войне, Карфаген потерял доступ к ключевым рынкам и был обложен данью со стороны Рима. Карфагеняне попытались восстановить нанесенный ущерб, колонизируя иберийское побережье, которое в то время находилось вне зоны римского влияния. Карфаген интересовала непосредственная выгода от торговли, а также эксплуатация серебряных месторождений Нового Карфагена и андалусского побережья. Добыча этого металла достигла значительных объемов и сыграла немаловажную роль в финансировании Второй Пунической войны и итальянской кампании Ганнибала.
По этой причине, среди прочих, одним из стратегических направлений римского вторжения на полуостров стали месторождения Нового Карфагена. В 206 году до н. э. Ганнибал был вынужден отказаться от войны в Италии, отчасти из-за потери этих ресурсов, а также от изоляции, в которой он оказался.
После поражения Карфагена, часть коренного населения Испании была обложена данью Римом в рамках сложной схемы союзов и вассальных зависимостей. За мирными соглашениями (к примеру, заключенными во времена Семпрония Гракха) следовали продолжительные периоды без войн, но на протяжении II и I веков до н. э. Рим все же рассматривал непокоренные испанские земли как объект для набегов и разграбления. Восстание кельтиберов и лузитанов привело лишь к обогащению Рима, благодаря огромной военной добыче, захваченной полководцами (к примеру, Катоном Старшим).
Эту политику грабежа продолжили сначала Помпей, а затем Юлий Цезарь, о котором в летописях написано, что он предпринял свои испанские походы не только для борьбы с Помпеем, но и в поисках средств для расплаты с кредиторами.
Параллельно, на отбитом у Карфагена и стремительно романизированном средиземноморском побережье, начиналось развитие хозяйства и торговли, которое вскоре сделало Испанию известной во всем древнеримском мире.

## Экономика романизированной Испании
Помимо минеральных ресурсов, завоевание Испании предоставило римлянам доступ к одной из наиболее плодородных почв на всей романизированной территории. Вскоре римляне начали её обработку и испанская производительная экономика испытала быстрый рост благодаря строительству дорог и появлению торговых путей, которые открыли для неё доступ к рынкам всей империи.

### Денежный оборот
Одним из символов цивилизации, импортированной иностранцами в Испанию, стала чеканка монет, значительно облегчающая товарообмен. До того времени, экономика народов полуострова основывалась на бартерной торговле. В начале III века до н. э., греческие колонии, такие как Эмпорион, начинали чеканить монеты, использование которых, тем не менее, не распространялось дальше самих колоний.
Карфаген, в своё время, ввел использование денег для выплаты солдатского жалования, но только при римлянах денежная экономика распространилась на всю испанскую территорию, причем не только в виде монет, цена которых зависела от ценности металла, но и в виде денежных единиц, сделанных из более низкопробных сплавов, ценность которых обеспечивалась римской казной. Изобилие найденных монет (особенно низкой стоимости) позволяет заключить, что денежный оборот имел место даже в самой повседневной деятельности. В период римской экспансии, многие народы полуострова также стали чеканить свои монеты для того, чтобы упростить выплату дани и торговые отношения с территориями, находящимися под римским господством.
На протяжении всего республиканского периода, римский сенат полностью контролировал денежные эмиссии посредством монетных магистратур. В период расцвета диктаторов, их деятельность была ограничена и они стали выпускать лишь наиболее мелкие монеты. Позже большинство монетных дворов перешли в ведомость империи.
После укоренения римской власти, в Испании умножилось количество монетных дворов. В Тарраконе появился один из первых в Испании, другие можно было встретить в Италике, Баркино, Цезаравгуста, Эмерита Августа и др.). По всей империи появились более 400 монетных дворов, которые поставляли монеты на большую часть Европы, север Африки и Ближний Восток.

### Добыча полезных ископаемых

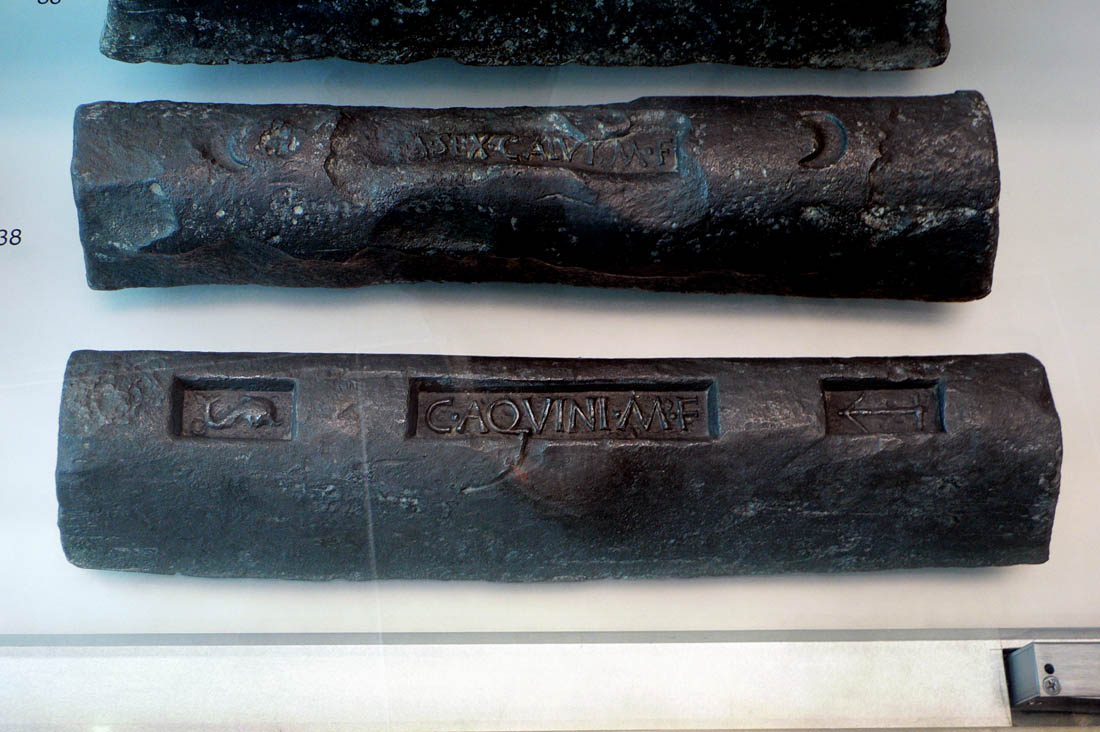
Свинцовые слитки из месторождений Нового Карфагена. Национальный музей подводной археологии г. Картахены.

Без сомнения, римский интерес к Испании был вызван в первую очередь её легендарными запасами минеральных ресурсов и соперничеством с Карфагеном. После окончания Второй Пунической войны, Публию Сципиону Африканскому было поручено управление Испанией, в первую очередь её горной промышленностью. Римляне продолжили разработки, начатые иберами и усовершенствованные карфагенянами с помощью технологий, завезенных из Египта Птолемеев.
При римлянах, шахты принадлежали государственным компаниям, созданным для разработки месторождений — сокьетатес публиканорум — и находящимся под управлением публиканов. Публиканы принадлежащие, как правило, к сословию эквитов, быстро и немало разбогатели, но диктатор Сулла лишил их месторождений и передал их в частные руки, что обеспечило ему значительную экономическую и политическую выгоду. Во времена, описанные Страбоном (I век до н. э. — I век н. э., переходный период от Республики диктаторов к Империи) права на эксплуатацию ресурсов были приватизированы. Эта система позволила быстро разбогатеть некоторым семьям, прибывшим для этого из Италии. В других случаях, шахты являлись собственностью городов (как правило, колоний). Разработка испанских месторождений принесла огромные доходы за семь веков римского господства, что превратило Испанию в одну из экономических опор Древнего Рима. В летописях достаточно достоверно приведены цифры объемов добычи полезных ископаемых, которые во II веке до н. э. уже достигали 9 миллионов денариев в год, тогда как доходы от войн за тот же период не превышали 3 миллионов.

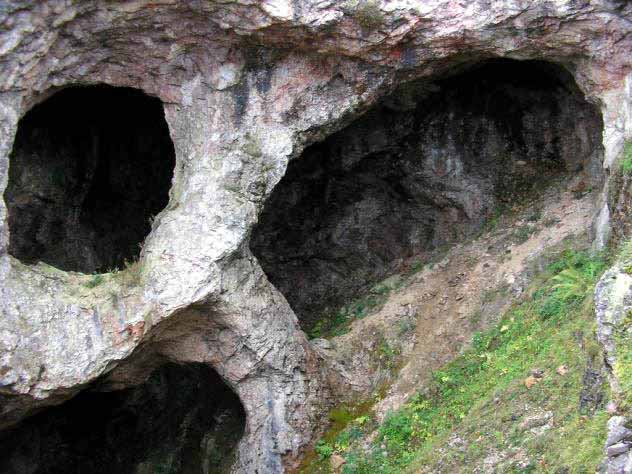
Вход в медную шахту, разрабатываемую в римские времена. (Техео, Астурия).

Что касается минералов, Ганнибал поддержал добычу серебра на месторождениях Нового Карфагена. Римляне продолжили добычу серебра, а также стали извлекать свинец, медь, железо и другие минералы в большом количестве в окрестностях Картахены и Масаррона. Согласно Страбону, на серебряных шахтах Нового Карфагена работали до 40 000 рабов, что обращалось в ежедневный доход до 25 000 драхм для римского государства.
Также в Бетике велись разработки в районе Илипы, в котором и на сегодняшний день продолжают функционировать шахты (Альмаден-де-ла-Плата, Асналькольяр в провинции Севилья), и добывалась ртуть в Альмадене, зависящем от Сисапо(в долине Алькудия, провинция Сьюдад-Реаль). Об этой промышленности свидетельствуют, помимо следов, оставшихся на шахтах, множество затонувших судов, нагруженных свинцовыми и серебряными слитками и медными брусками со штампами испанских литейщиков.

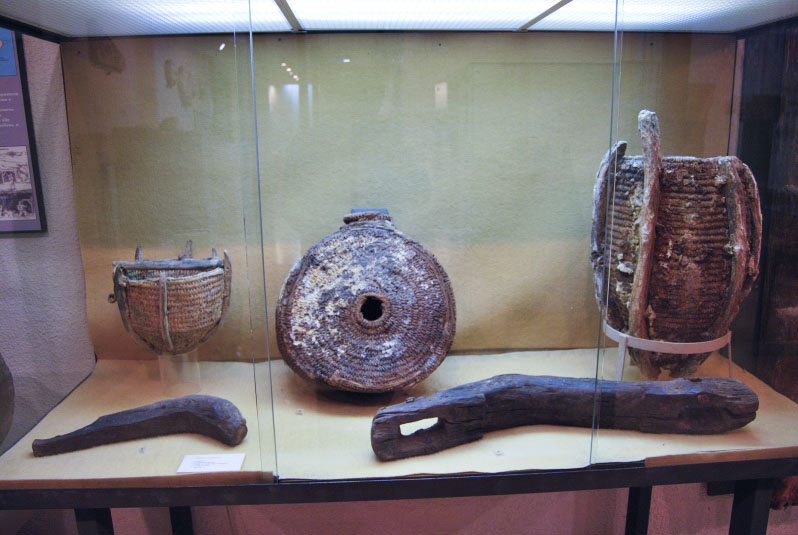
Шахтерские инструменты и орудия труда, найденные на месторождениях Нового Карфагена. Муниципальный археологический музей г. Картахены.

Другим важным минералом, добываемым в Испании являлся лапис спекуларис: прозрачный, зеркальный гипсовый камень, который римляне высоко ценили для изготовления окон. Основные регионы добычи находились на территориях современных провинций Толедо и Куэнка. Эта промышленность являлась главным экономическим ресурсом города Сегобрига, ставшего административным центром добычи этого камня.
Труд на шахте в Римской Испании выполнялся в очень тяжелых условиях. Миллионы рабов использовались на крайне опасных работах, без какого-либо типа предохранения или ограничения во времени. Для раба шахта была худшим из возможных назначений, так как означала провести те немногие дни жизни, которые ему оставались, в темноте, перетаскивая камни и минералы или отбивая руду в забое под постоянной опасностью обвала.

### Сельское хозяйство
Сразу после первых завоеваний, сельские угодья были измерены и распределены между демобилизованными солдатами для колонизации территории. В римской традиции сельский труд идеализировался как кульминационное достижение в жизни человека. Римляне разработали законодательство о земельной собственности, обеспечив разграничение участков с применением методов межевания и центуризации полей. Эта политика позволила быстро колонизировать земли. Позже, во II веке до н. э., на всей территории под римским владычеством наступил кризис, спровоцированный огромным количеством рабов, используемых на всех производительных отраслях, которое повлекло за собой падение конкурентоспособности мелкого крестьянства. Земельные реформы трибунов Тиберия и Гая Гракхов не добились желаемых результатов и власть крупных землевладельцев, использующих рабов на больших участках земли для выращивания монокультур, продолжала расти. Мелким крестьянам зачастую приходилось покидать свои земли и вступать в ряды с каждым разом все более многочисленных римских войск.
В римском сельском хозяйстве хорошее имение состояло из 5 участков: под оливковую рощу, под виноградник, под пшеницу (хлеб), под сад и огород (овощи и фрукты) и под пастбище для скота. Это деление отражало важность каждой из этих составных в режиме питания того времени. От него пошло кастильское слово кинта (пятая часть), которое со временем приобрело значение дача.

#### Производство оливок и торговля маслом

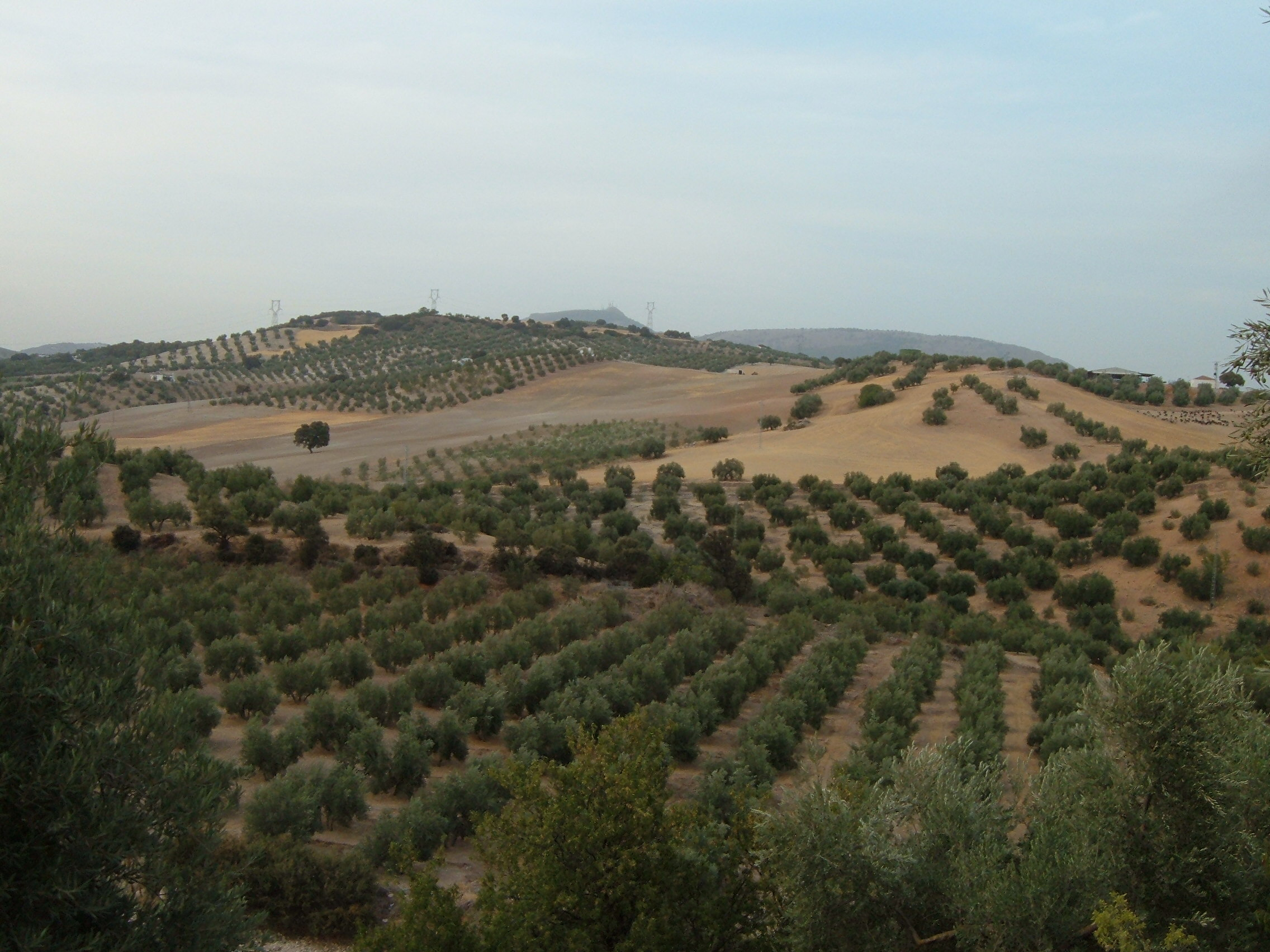
Оливковые рощи в провинции Гранада

Уже во II веке до н. э. в испанском сельском хозяйстве особо выделялось производство оливок, в частности, на средиземноморском побережье Бетики и Тарраконики. Во времена римского господства вся провинция Бетика специализировалась на производстве оливкового масла на экспорт в Рим и северную Европу.
Свидетельствуют об этой торговле множество подводных археологических находок, а также остатки амфор, найденные на горе Тестаччо, свалкекерамических сосудов, в которых этот продукт доставлялся в Рим. По величине этой горы, состоящей согласно исследованиям на 80 % из амфор из под масла, происходящих из Бетики, можно судить о размерах этой торговли и, соответственно, о выдающейся роли, которую культура оливы имела в Испании. Несомненно это был главный испанский продукт, как по объемам, так и по продолжительности торговли во времени. На сегодняшний день олива продолжает оставаться основой сельского хозяйства на юге Пиренейского полуострова.
До середины III века н. э. большая часть произведенного масла отправлялась в Рим. Тем не менее амфоры из Бетики были обнаружены не только на Тестаччо, но и в таких отдаленных местах, как Александрия или Израиль. Во II века н. э. торговля маслом так же распространилась на римские гарнизоны в Германии.
Одним из пунктов происхождения амфор, найденных на Тестаччо и в других местах, было севильское местечко Лора-дель-Рио, где находился один из крупнейших экспортеров этого продукта (ставший сейчас объектом раскопок в археологическом парке Ла-Катрия). Множество других производителей масла и представителей гончарной промышленности можно было найти по всей Бетике и восточному побережью Испании.

##### Виноградарство и винная торговля
О качестве и количестве испанского винного производства свидетельствуют множество античных источников. Некоторые испанские вина особенно ценились в Италии; другие, пониже качеством, предназначались для широкой публики с более низкой покупательной способностью. Виноград в основном выращивался на фундусах (тип крупной земельной собственности, аналогичный современному испанскому кортихо). На этих же поместьях изготавливалось вино, а иногда и гончарные изделия, служащие для его хранения. Размеры производства на фундусах избыточно обеспечивали снабжение внутреннего рынка и поставки в другие регионы империи.

##### Трактаты Колумеллы
Из летописей и трактатов по сельскому хозяйству в Испании следует выделить труды уроженца Кадиса Лусия Юния Модерата Колумеллы, который в двенадцати книгах описывает сельское хозяйство своего времени (I век н. э.) и подвергает критике обстоятельства, которые, по его усмотрению, понижают производительность этого сектора, такие как запущенность сельской местности и сосредоточение угодий в руках крупных землевладельцев. В этих трактатах подробно описаны культура оливы и виноградарство.

### Торговля соленьями

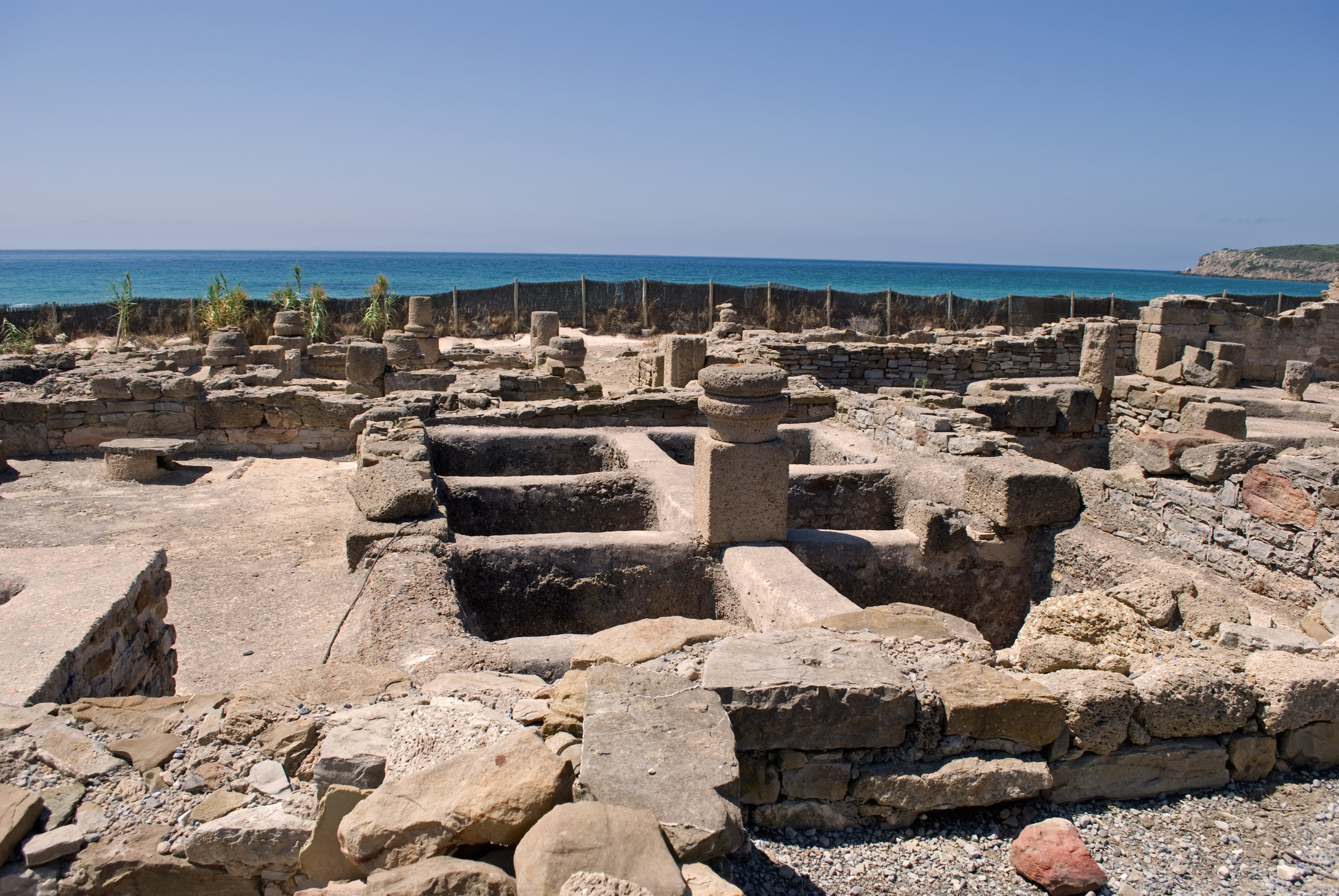
Фабрика рыбных солений и соуса гарум в Баело Клаудиа

Результаты археологического изучения амфор, произведенных на юге Иберии, свидетельствуют о том, что производство и торговля рыбными солениями имела место уже в V веке до н. э., еще до появления карфагенян. Карфаген распространил торговлю этими продуктами по всему западному Средиземноморью: как по испанскому, так и по североафриканскому побережьям.
На протяжении всего римского периода Испания постоянно и активно поставляла соления из Бетики, Тарраконики и Карфагеники на рынки всей западной Европы. Об этой промышленности свидетельствуют остатки фабрик, на которых, помимо соленой рыбы, изготавливался соус гарум, известный на всю империю. Приготовление соуса состояло в ферментации рыбных внутренностей. Как и в случае маслопроизводства и виноделия, изготовление гарума сопровождалось развитием вспомогательной отрасли производства амфор для хранения продукта, от которых остались многочисленные следы, благодаря чему сегодняшние ученые могут оценить значение этой торговли.

## См. также

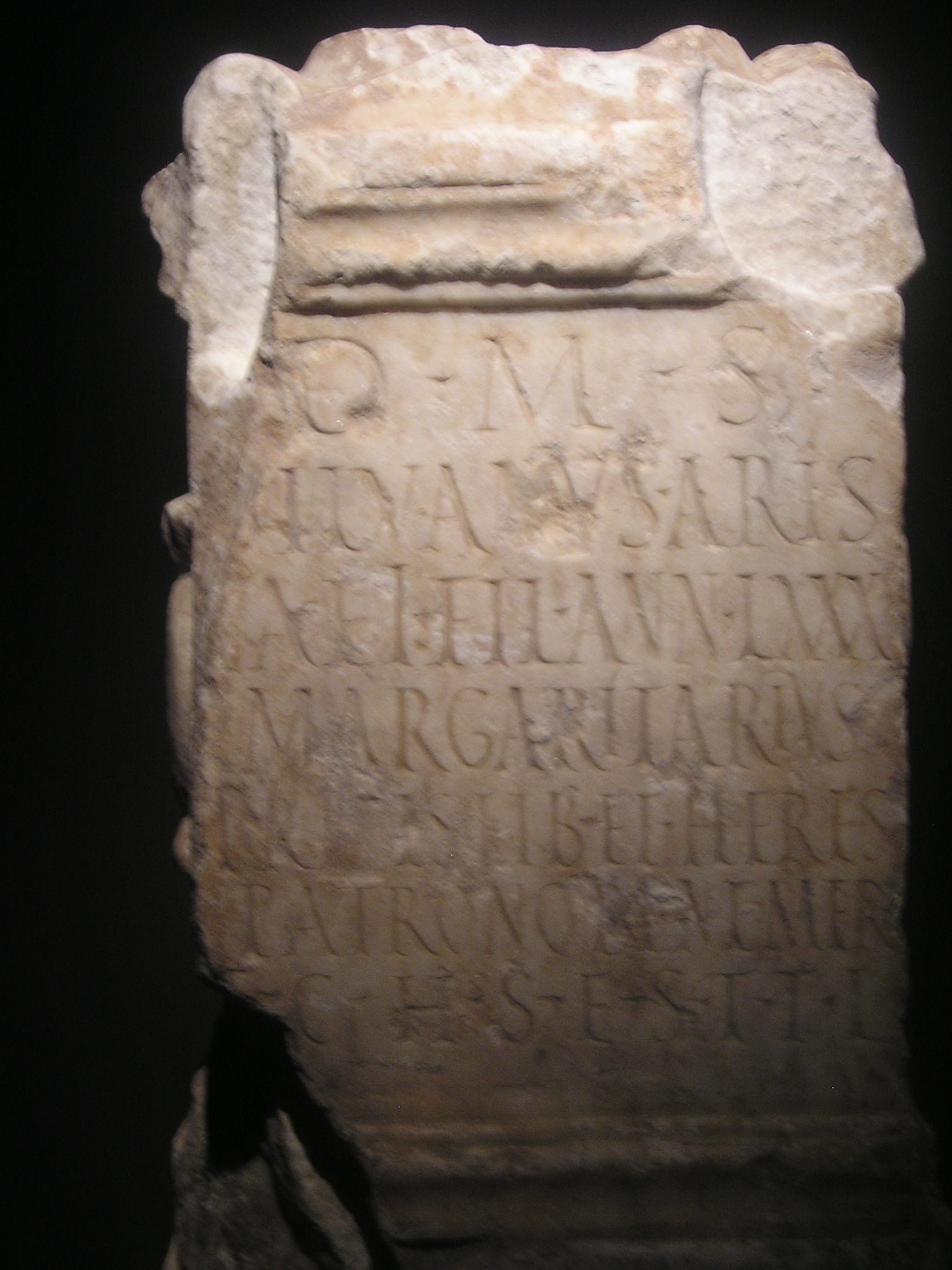
Надгробная надпись, посвященная Сильвану, маргатариусу —торговцу жемчугом— II века в Аугусте Эмерите (Мерида, провинция Бадахос, Испания)